# Абдаллах ибн Фейсал Аль Сауд
Абдаллах ибн Фейсал ибн Турки Аль Сауд (1831 — ноябрь 1889) — эмир Второго Саудовского государства в 1865—1871, 1871—1873 и 1876—1889 годах. Старший сын и преемник эмира Фейсала ибн Турки Аль Сауда.

## Биография
В конце своего правления эмир Фейсал ибн Турки фактически разделил свои владения (эмират Неджд) между тремя сыновьями: Абдаллахом, Саудом и Мухаммадом. Только четвёртый сын Абдуррахман в силу своего возраста остался без удела. Абдаллах ибн Фейсал, будучи старшим сыном, был назначен наследником.
В декабре 1865 года после смерти Фейсала ибн Турки новым эмиром Неджда стал его старший сын Абдаллах III ибн Фейсал. Это был храбрый, энергичный и вместе с тем строгий правитель, пользовавшийся поддержкой жителей городов и оазисов. Также его поддерживал младший брат Мухаммад ибн Фейсал.
Вскоре против Абдаллаха выступил его другой брат Сауд ибн Фейсал, которого поощряла англичане, заинтересованные в ослаблении Риядского эмирата. Сауд был открытым и щедрым, любил эффектные жесты, что вызывало симпатию у бедуинов.
Заняв отцовский престол, Абдаллах ибн Фейсал занялся оманскими делами. В это время в Маскате начались семейные неурядицы, и, воспользовавшись обстоятельствами, Абдаллах попытался увеличить дань с тамошнего султана. Однако за того вступились англичане, обстрелявшие саудовские порты Эль-Катиф и Аджман. Абдаллах попытался искать помощи у турок и направил в Багдад эмиссара, но его миссия успехом не увенчалась.
Тем временем принц Сауд, получив поддержку вождя Наджрана Макрами, предпринял первую попытку захватить трон. Он собрал войско из аджманов и наджранцев и двинулся к вади Эд-Давасир. Эмир Абдаллах ибн Фейсал направил войско против мятежного брата. Сауд был тяжело ранен в бою и бежал к племени аль-мурра.
Осенью 1870 года Сауд, объединившись с аль-мурра и аджманами, захватил Эль-Хасу. Абдаллах послал против него своего брата Мухаммада, но в решающий момент группа кочевников Мухаммеда перешла на сторону Сауда, и риядское войско было разбито. Мухаммад попал в плен, а вся Восточная провинция присягнула Сауду ибн Фейсалу.
Чувствуя враждебное отношение населения и опасаясь за свою жизнь, Абдаллах стал метаться. Сначала направился в Джебель-Шаммар, но эмир Мухаммед ар-Рашид не впустил его в Хаиль. Абдаллах обратился за помощью к османскому губернатору Багдада Мидхат-паше и к шерифу Мекки. Затем, заручившись поддержкой племени кахтан, он вернулся в Эр-Рияд, но когда весной 1871 года к столице подошёл Сауд, Абдаллах ибн Фейсал бежал на юг, в кочевья кахтанов. Сауд перехватил его снаряжение и имущество и захватил Эр-Рияд.
Между тем багдадский наместник Мидхат-паша решил воспользоваться ситуацией и подчинить распадающейся Османской империи новую территорию. Он снарядил флот и высадился в Эль-Хасе. Его военачальник Нафиз-паша объявил, что Неджд является такой же территорией Османской империи как Ирак, Египет или Йемен, а Абдаллах является его каймакамом — правителем, назначенным турецким султаном. Однако попытка похода турок на Эр-Рияд закончилась неудачей из-за жары и болезней.
Абдаллах ибн Фейсал оказался в Хуфуфе на положении почётного пленника турок. Когда он узнал, что его хотят перевезти в Багдад, то сбежал. В конце 1871 года Абдаллах объявился в Эр-Рияде. Там власть находилась в руках его дяди Абдаллы ибн Турки, изгнавшего Сауда. Ибн Фейсал вернул себе власть, но его положение было безнадёжно. В Неджде царил голод. Люди ели падаль, кожу и листья. В марте 1873 года опиравшийся на турок Абдаллах ибн Фейсал вновь был изгнан своим братом Саудом, которого поддерживали англичане.
В январе 1875 года Сауд ибн Фейсал неожиданно скончался то ли от оспы, то ли от яда. Власть захватил находившийся в то время в Эр-Рияде младший из сыновей Фейсала, Абдуррахман ибн Фейсал. Однако тому пришлось бороться не только с Абдаллахом, но и с сыновьями Сауда. В результате он принял решение помириться со старшими братьями и выступить единым фронтом против племянников. В марте 1876 года сыновья Сауда были изгнаны из Эр-Рияда, и там вновь воцарился Абдаллах.
Положение Абдаллаха было таково, что под его властью фактически находились только столицу Эр-Рияд и окрестности. Риядский эмират превратился в маленькое и слабое княжество, зато начал возвышаться соседний эмират Джебель-Шаммар. Туда бежали многие слуги Саудидов. В 1882 году Абдаллах попытался подавить мятеж в Эль-Маджмаа, но её жители обратились за помощью к шаммарскому эмиру Мухаммеду ар-Рашиду. Мухаммед ар-Рашид вторгся в Судайр и посадил в Эль-Маджмаа своего губернатора. Абдаллах бежал в Эр-Рияд. В январе 1884 года Абдаллах ибн Фейсал вновь попытался захватить Эль-Маджмаа, и вновь потерпел неудачу. Ар-Рашид подчинил оставшуюся часть Судайра и Вашм. Уставшие от междоусобиц недждийцы с готовностью отрекались от Абдаллаха и присягали более сильному правителю, надеясь на обретение стабильности.
В октябре 1887 года вновь взбунтовались дети Сауда и пленили своего дядю Абдаллаха. Тот успел послать просьбу о помощи в Хаиль. Собрав большое войско, Мухаммед ар-Рашид захватил Эр-Рияд, прогнал детей Сауда, освободил Абдаллаха и, «для безопасности», увёз его в Хаиль, а губернатором Эр-Рияда поставил своего военачальника Салима ас-Субхана. Второе государство Саудидов прекратило существование. Эр-Рияд перешёл под власть эмиров Джебель-Шаммара. В плену Абдаллах ибн Фейсал серьёзно заболел. Ар-Рашид разрешил ему вернуться в Эр-Рияд вместе с младшим братом Абдуррахманом, где Абдаллах умер в ноябре 1889 года.